# Leif Juster

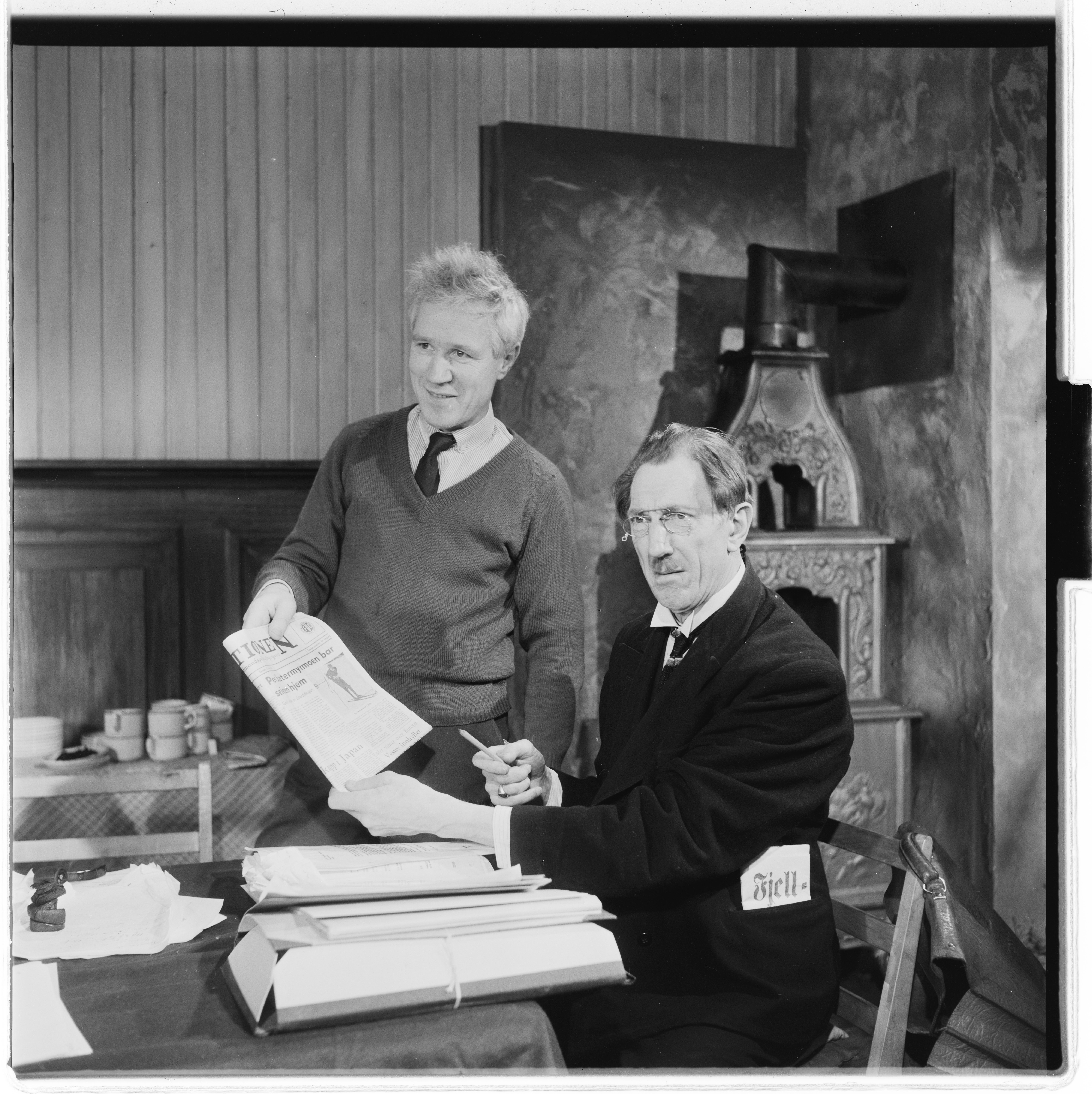
Kjell Aukrust och Leif Juster 1963, under inspelningen av Freske fraspark.

Leif Juster, född Leif Norrmann Nilsen 14 februari 1910 i Kristiania, död 25 november 1995, var en norsk skådespelare och teaterchef.
Juster scendebuterade som skådespelare 1931 och filmdebuterade 1933. Från 1934 var han verksam vid Chat Noir, där han också var facklig representant för skådespelarna.
Under den nazityska ockupationen togs norska skådespelare ut i strejk våren 1941, i protest mot att deras kolleger i radion tvingades framföra politisk propaganda. Som fackrepresentant sattes Juster en tid i fängelse i Grini, men till slut fick skådespelarna igenom sina krav och fångarna släpptes.
Juster var med och startade Edderkoppen Teater 1942 (edderkopp är norska för spindel). När teatern lades ner 1967, engagerades han vid Oslo Nye Teater.

## Filmografi
- 1933 – Jeppe på bjerget
- 1933 – Op med hodet!
- 1936 – Morderen uten ansikt
- 1941 – Gullfjellet
- 1941 – Den forsvundne pølsemaker
- 1942 – Det æ'kke te å tru
- 1957 – Fjols til fjells
- 1958 – Bustenskjold
- 1961 – Bussen
- 1962 – Nå gjør vi så...!
- 1963 – Freske fraspark
- 1965 – Hjelp – vi får leilighet!
- 1966–1967 – Kontorsjef Tangen (TV-serie)
- 1967 – Musikanter
- 1968 – Mannen som inte kunde le
- 1970 – Mästertjuven
- 1975 – Skraphandlerne
- 1975 – Flåklypa Grand Prix
- 1985 – Sitt i båten
- 1989 – Bröllopsfesten
- 1993 – Mot i brøstet (TV-serie)
- 1993 – Jakobsen